# Dead Beat Project
 (décembre 2021).
Dead Beat Project est un projet de musique électronique français de l'ancien claviériste d'Esoteric, Olivier Goyet.

## Biographie
Goyet forme Dead Beat Project en 2005, alors qu'il était encore claviériste pour le groupe de funeral doom Esoteric. Le premier album Breaking the Shell sort en 2007 sur Aesthetic Death Records. Les réactions à l'album donnent lieu à différentes collaborations de Goyet. Des cinéastes comme Ben Stailey et Rossana Jeran ont notamment repris la musique du Dead Beat Project ou ont coopéré avec Goyet pour de nouveaux projets.
Avec l'artiste de performance et danseuse Gwam, Goyet forme l'Alliance for Art Science and Nature en tant que projet artistique permanent, qui coopère avec différents artistes et scientifiques afin de sensibiliser le public au respect de l'environnement. De ce projet naît la performance R'Evolution = Evolution, Rêve, Révolution en août 2009 à Montpellier. La musique de la performance, enregistrée par Goyet Live, est publiée en 2011 comme deuxième album du Dead Beat Project R'evolution. En 2013, le troisième album, Samsara, sort, comme le précédent, sur le label britannique AD Music.

## Style musical
Le premier album est qualifié de néoclassique par la presse spécialisée et comparé à des groupes comme In the Nursery. Ailleurs, l'album a été qualifié d'ambient et d'electronica et comparé à Skinny Puppy,. Alors que le premier album est considéré comme ayant une atmosphère sombre, les albums suivants sont considérés comme ayant une atmosphère plus positive, ce qui fait qu'ils sont davantage classés dans l'ambient, malgré une structure similaire,.
Goyet arrange différents instruments, effets électroniques et divers samples en couches superposées. Il recourt souvent au son d'instruments classiques et ethniques. Le chant varie entre l'éthéré et le spoken word,.

## Discographie
- 2007 : Breaking the Shell (album, Aesthetic Death Records)
- 2011 : R'evolution (album, Ad Music Ltd.)
- 2013 : Samsara (album, Ad Music Ltd.)